# Хайнц Миклас
Хайнц Миклас (на немски: Heinz Miklas) (р. 28 октомври 1948 г., Грац, Австрия) е австрийски българист.

## Биография
Хайнц Миклас завършва Английска и Славянска филология, както и Философия в университетите в Грац и София (1968-1975). Защитава докторат в университета на Грац (1975). Професор в Института по славистика към Виенския университет (от март 1994 г.). На 4 юли 2006 г. е избран за чуждестранен кореспондент на БАН.
Гост професор в университетите в Трир, Базел и Цюрих.
Член на редакционните съвети на списанията „Български език“ (от 2005 г.) и „Старобългарска литература“.
Почетен доктор на Софийския университет „Св. Климент Охридски“ (1997).